# Cryptoclididae
Cryptoclididae é uma família de répteis marinhos fósseis do clado Plesiosauroidea.
A família contém os seguintes gêneros:
- Abyssosaurus
- Colymbosaurus
- Cryptoclidus
- Djupedalia
- Kimmerosaurus
- Muraenosaurus
- Pantosaurus
- Picrocleidus
- Spitrasaurus
- Tatenectes
- Tricleidus